# Cerkiew św. Michała Archanioła w Cannes

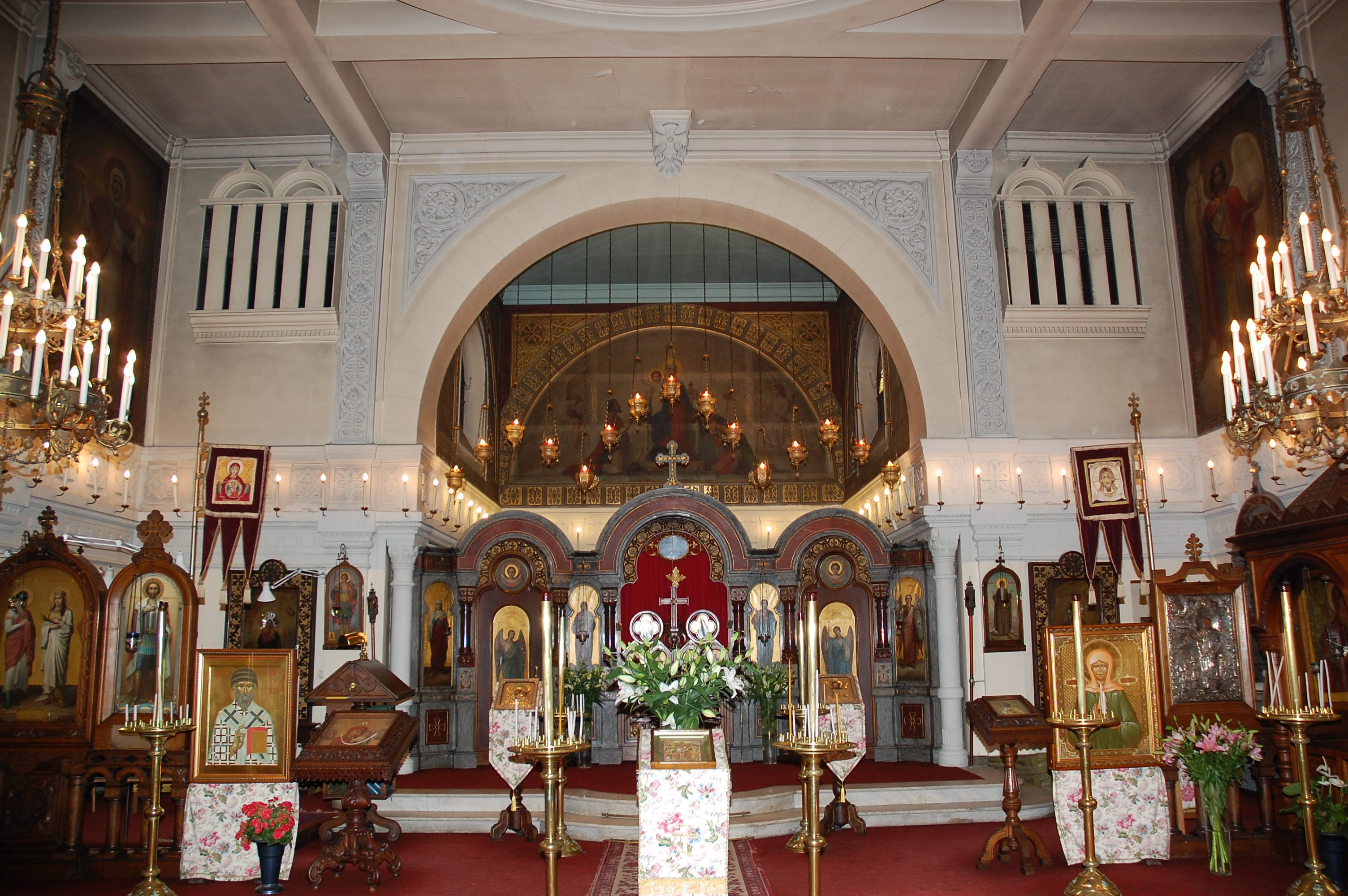
Wnętrze świątyni

Cerkiew św. Michała Archanioła – prawosławna cerkiew parafialna w Cannes, przy bulwarze Aleksandra III. Pozostaje w jurysdykcji Arcybiskupstwa Zachodnioeuropejskich Parafii Tradycji Rosyjskiej Patriarchatu Moskiewskiego (w dekanacie Francji południowo-wschodniej). Wzniesiona w 1894.

## Historia

### Powstanie
Budowa cerkwi, podobnie jak wzniesienie cerkwi św. Mikołaja i św. Aleksandry w Nicei, a następnie soboru św. Mikołaja w tym samym mieście związana była ze wzrostem liczebnym społeczności rosyjskiej na Lazurowym Wybrzeżu. W 1886 cerkiew domową założyła w Cannes Aleksandra Tripe z domu Skripicyn, arystokratka rosyjska. Nabożeństwa w cerkwi odprawiali gościnnie księża z Nicei. W 1889 cerkiew zyskała duchownego pracującego w niej na stałe, jednak już wtedy obiekt był za mały dla wszystkich wiernych.
W związku z tą sytuacją ks. Grigorij Ostroumow, spowiednik przebywającej w Cannes wielkiej księżnej Anastazji Michajłownej, zwrócił się w 1893 do również zamieszkałego w Cannes wielkiego księcia Michała Michajłowicza z prośbą o wsparcie budowy wolnostojącej cerkwi. Książę stanął na czele komitetu odpowiedzialnego za budowę, zaś A. Tripe darmowo przekazała parcelę dla cerkwi. Ofiary pieniężne i materialne nadeszły również od rodziny carskiej. Nowy obiekt, ukończony w 1894, miał mieścić równocześnie 400 wiernych. Po jego poświęceniu przez metropolitę petersburskiego i ładoskiego Palladiusza władze Cannes ogłosiły, iż przylegający do świątyni bulwar będzie odtąd nosił imię cara Aleksandra III. Książę S. Golicyn zakupił dla cerkwi ikony Chrystusa Pantokratora oraz Matki Bożej. Autorem projektu budynku był francuski architekt Louis Nouveau.
W 1921 w cerkwi miał miejsce ślub wielkiego księcia Andrzeja Władimirowicza z baletnicą Matyldą Krzesińską. W krypcie świątyni pochowani są wielki książę Mikołaj Mikołajewicz Romanow (1856–1929) i książę Piotr Aleksandrowicz Orenburski (1868–1924), były mąż Olgi Aleksandrowny.

### Spór o przynależność cerkwi
Od 1923 cerkiew należała do eparchii genewskiej i zachodnioeuropejskiej Rosyjskiego Kościoła Prawosławnego poza granicami Rosji, jednak w 2001 rozpoczął się trwający kilka lat spór o jej przynależność jurysdykcyjną, gdy administrujący cerkwią biskup Barnaba nie uznał wyboru metropolity Ławra na przewodniczącego Synodu Biskupów Rosyjskiego Kościoła Prawosławnego poza granicami Rosji (pierwszego hierarchę). Biskup przyłączył się do metropolity Witalisa (Ustinowa), który uznał Ławra i jego zwolenników za odstępców i ogłosił powstanie nowej organizacji kościelnej – Rosyjskiego Kościoła Prawosławnego na Wygnaniu. Rosyjski Kościół Prawosławny poza granicami Rosji nadal uważał jednak parafię w Cannes za swoją część, co poparła część parafian. W 2006 biskup Barnaba wycofał swoją przynależność do Rosyjskiego Kościoła Prawosławnego na wygnaniu, jednak parafia w Cannes podzieliła się ponownie, tym razem na zwolenników i przeciwników zjednoczenia Cerkwi poza granicami Rosji z Patriarchatem Moskiewskim. Ta druga grupa doprowadziła do zmiany proboszcza parafii i ogłosiła wyjście cerkwi spod dotychczasowej jurysdykcji.
W latach 2006–2007 Synod Biskupów Rosyjskiego Kościoła Prawosławnego poza granicami Rosji prowadził działania na rzecz zakończenia konfliktu w parafii, jednak biskupowi Barnabie nie udawało się zjednoczenie parafian. 20 grudnia 2006 Synod potwierdził przynależność parafii do eparchii zachodnioeuropejskiej i polecił biskupowi genewskiemu i zachodnioeuropejskiemu Michałowi zajęcie się sprawą. W tym samym momencie część parafian sprzeciwiających się zjednoczeniu ogłosiła przejście pod jurysdykcję Rosyjskiego Kościoła Prawdziwie Prawosławnego. Sam budynek cerkwi pozostał jednak własnością Rosyjskiego Kościoła Prawosławnego poza granicami Rosji i to jego duchowni odprawiali w nim dalsze nabożeństwa, chociaż biskup Barnaba nalegał na rozwiązanie sprawy poprzez bezpośrednie przejęcie nadzoru nad parafią przez Patriarchat Moskiewski, lub o nadanie jej statusu stauropigialnego, co ostatecznie uzyskał od Synodu Biskupów. W lutym 2014 Barnaba został suspendowany, zaś w lipcu tego samego roku pozbawiony kapłaństwa.
W maju 2014 r. parafia przeszła pod jurysdykcję Zachodnioeuropejskiego Egzarchatu Parafii Rosyjskich (podlegającego Patriarchatowi Konastantynopolitańskiemu). Po likwidacji egzarchatu, parafia ponownie zmieniła jurysdykcję – weszła w skład nowo utworzonego Arcybiskupstwa Zachodnioeuropejskich Parafii Tradycji Rosyjskiej, będącego częścią Patriarchatu Moskiewskiego.
W 2008 cerkiew odwiedził metropolita Cerkwi za granicą Ławr.

## Architektura
Cerkiew posiada jedną cebulastą kopułę malowaną na niebiesko z gwiazdami, zwieńczoną krzyżem. Poniżej kopuły znajduje się ażurowy hełm. Budynek jest bogato dekorowany obramowaniami wąskich półkolistych okien z motywem oślego grzbietu, płaskorzeźbami i mozaikami. Dzwonnica z trzema dzwonami jest wolnostojącą konstrukcją, również zwieńczoną kopułą z podobnym motywem malarskim.
Wnętrze jest częściowo wyłożone białym marmurem, zachował się w nim jednorzędowy ikonostas.